# لورانس جي. براون
لورانس جي. براون (بالإنجليزية: Lawrence G. Brown)‏ هو رياضياتي أمريكي، ولد في 6 فبراير 1943 في سانت لويس في الولايات المتحدة.

## وصلات خارجية
- الموقع الرسمي